# Azione singola
L'azione singola è riferita ad una particolare tipologia di scatto, delle armi da sparo, che indica (con "singola") la sola ed unica azione possibile del grilletto (leva di sparo), che è quella di rilasciare il cane (precedentemente armato), il quale poi andrà a percuotere l'innesco della cartuccia, provocando lo sparo. Ma ciò comporta che, quando il cane è in posizione di riposo (non armato), l'arma non possa sparare, poiché il grilletto non è in grado di armare il cane (portandolo nella posizione di pre-sparo, come invece avviene nelle armi a "doppia azione"). Nelle armi da sparo ad azione singola, è quindi necessario dover armare il cane, prima di poter far fuoco, usando generalmente il pollice della mano che aziona il grilletto (o altro sistema, in base all'arma). 

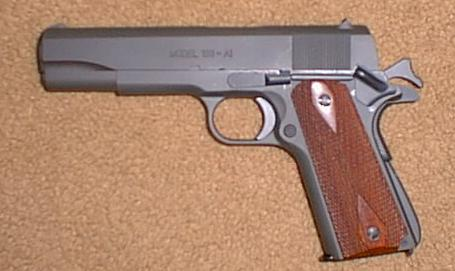
Pistola Colt M1911 con il cane armato, pronta a sparare in singola azione.

Oltre a tutte le armi da sparo ideate prima del 1800, anche le prime rivoltelle a tamburo (dal 1836) erano ad azione singola, per cui il cane doveva essere riarmato manualmente dopo ogni singolo colpo sparato. Tuttavia, già nel 1858, Joseph Rider applica il meccanismo della Colt, nel revolver Remington Rider Double Action, creando probabilmente la prima rivoltella a doppia azione prodotta negli USA (in Europa era già usata).
Le pistole semiautomatiche funzionano in modo un po' differente dai revolver, poiché il cane viene riarmato automaticamente dopo ogni sparo, nella fase di scarrellamento del carrello-otturatore; così, tutte le semiauto (sia a singola che a doppia azione), dopo il primo sparo, funzioneranno semplicemente in singola azione. E la scelta di usare questo sistema (che oggi è molto più raro), anche in armi piuttosto moderne (dal 1900), potrebbe essere in ragione di ottenere una "maggiore" sicurezza durante il trasporto ed il maneggio dell'arma. 
Nelle pistole autocaricanti ad azione singola, come la Colt M1911 (foto a fianco) o altre, tipo la Beretta M1934, il cane deve essere armato per poter sparare il primo colpo; e ciò si può ottenere semplicemente usando il pollice, se è già presente un colpo in canna, oppure facendo scarrellare l'arma, se va inserito il colpo in canna.